# بنلوکس

بنلوکس

بـِنـِلوکس نام یک اتحادیهٔ همکاری در اروپا شامل کشورهای بلژیک، هلند و لوکزامبورگ است. این اتحادیه در سپتامبر سال ۱۹۴۴ میلادی توسط دولت‌های در تبعید در لندن بنیان گذارده شد.
نام بنلوکس از ترکیب نام این سه کشور در زبان‌های خود آن کشورها یعنی بـ(لژیک)، نـ(درلند) و لوکسـ(امبورگ) درست شده‌است. این نام در آغاز برای نام‌گذاری اتحادیهٔ اقتصادی بنلوکس ساخته شده بود ولی امروزه معنی کلی‌تری یافته‌است.
هدف از تأسیس اتحادیهٔ اقتصادی بنلوکس (به هلندی: Benelux Economische Unie، به فرانسوی: Union Économique Benelux) که معاهدهٔ ایجاد آن در سال ۱۹۴۴ به امضا رسید و در سال ۱۹۴۸ به اجرا درآمد، تسهیل جابه‌جایی کارگران، سرمایه، خدمات و کالا در منطقهٔ نامبرده است.
ناحیهٔ اتحادیهٔ بنلوکس در سال ۲۰۰۵ میلادی، شامل ۲۷٬۲ میلیون نفر جمعیت بود و ۷۶٫۶۵۷ کیلومتر مربع مساحت را در بر می‌گرفت.
بنیان‌گذاری این اتحادیه متعاقباً به برپایی اتحادیهٔ اروپا کمک بسیاری کرد.

## پیشینهٔ سازمانی
دولت‌های در تبعید این کشورها، در سال ۱۹۴۴ در لندن اتحادیهٔ بنلوکس را به‌عنوان یک اتحادیهٔ گمرکی تأسیس کردند. هدف از این اقدام، این بود که سه کشور مربوط بتوانند کالاهای خود را آزادانه در این سه کشور جابه‌جا کنند و برای کالاهایی که از خارج از کشورهای بنلوکس وارد می‌شود تعرفهٔ یکسانی اتخاذ کنند.
از زمان معاهدهٔ ۱۹۵۸ این اتحادیهٔ گمرکی تبدیل به یک اتحادیهٔ اقتصادی شد. بر پایهٔ قرارها، از سال ۲۰۱۰ به بعد قرار است معاهدهٔ جدیدی امضا شود که طبق آن بنلوکس دیگر تنها به عرصهٔ اقتصادی محدود نشده و شامل عرصه‌های توسعهٔ پایدار، قوهٔ قضائیه و امور وزارت کشور نیز بشود. نام آن نیز قرار است از آن سال به بعد رسماً تبدیل به اتحادیهٔ بنلوکس (به هلندی: Benelux Unie) شود.

## پیشینهٔ تاریخی
پیش از جدایی هلند و بلژیک، به‌طور سنتی اصطلاح فروبومان (سرزمین‌های پَست) (به هلندی: de Lage Landen) به‌عنوان اصطلاح جغرافیایی برای منطقهٔ دلتای اروپای غربی به کار می‌رفت. امروزه لوکزامبورگ را نیز از دیدگاه جغرافیایی، بخشی از فروبوم به‌شمار می‌آورند، ولی این دیدگاهی از امروز به قدیم است چرا که لوکزامبورگ تا چندی پیش به‌عنوان یک کشور مستقل به حساب نمی‌آمد.
از اواخر سدهٔ شانزدهم میلادی، جدایی میان هلند شمالی و هلند جنوبی قابل تشخیص شد. محدودهٔ لوکزامبورگ نیز تا سال ۱۷۹۰ جزئی از منطقهٔ هلند جنوبی است.
کشور بلژیک طی یک انقلاب در سال ۱۸۳۰ از هلند جدا و مستقل شد. دوک‌نشین بزرگ لوکزامبورگ نیز به‌طور قطعی در سال ۱۸۹۰، یعنی زمانی که شاه ویلم سوم درگذشت، از هلند جدا شد. پس از ویلم سوم، ارثیهٔ مملکت لوکزامبورگ بر پایهٔ قانون سالیک (به هلندی: Salische wet) ادامه یافت.
بلژیک و هلند در پی جدایی به‌عنوان رقیب یکدیگر دیده شدند. بلژیک به این دلیل که هیچ پیمان اقتصادی با همسایگان خود نداشت، از انزوای تجاری خود بسیار متضرر شد. به این سبب، بلژیک از زمان جدایی خود همواره به دنبال همگرایی با کشورهای دیگر بوده‌است و هلند نیز از این قاعده مستثنا نیست.
لوکزامبورگ در سال ۱۸۴۱ از شاه ویلم یکم هلند خواست پیمانی برای لوکزامبورگ و بلژیک تهیه کند و برای لوکزامبورگ یک اتحادیهٔ اقتصادی با هلند در نظر بگیرد. این نخستین گام در جهت تأسیس اتحادیه‌ای بود که بعداً بنلوکس نام گرفت.
اما نخستین شکل همکاری بیست سال بعد از آن آغاز شد، یعنی زمانی که بلژیک و هلند در ۱۲ ماه مه ۱۸۶۳ پیمانی به نام پیمان بازرگانی و کشتیرانی را منعقد کردند. هر دو کشور از همان زمان به یک اتحادیهٔ گمرکی گرایش داشتند ولی گفتگوهای جدی در این باره از سال ۱۸۶۹ آغاز شد. نخست‌وزیر بلژیک، والتره فرره-اوربان و وزیر دارایی هلند، پیتر فیلیپ فان بوسه اولین گفتگوها در این باره را از آن سال آغاز کردند. با وجود این، رغبت نداشتن کابینهٔ سال ۱۸۷۹ بلژیک به تشکیل یک اتحادیهٔ گمرکی با هلند باعث تأخیر این روند شد. در سال ۱۹۰۵، یک روزنامه‌نگار بلژیکی به نام اوژن بائی جریانی برای تبلیغ تشکیل یک اتحادیهٔ گمرکی با هلند به راه انداخت. این جریان منجر به تشکیل یک کارگروه هلندی-بلژیکی متشکل از ۵۸ نمایندهٔ پارلمان شد؛ ولی آغاز جنگ جهانی اول کار این کارگروه را از هم گسست.
پس از آن سه کشور امروزی بنلوکس، در سال ۱۹۲۷ گرایش خود را به همگرایی اقتصادی در همایش بین‌المللی اقتصادی در شهر ژنو نشان دادند.